# Cerca documental
La cerca documental és el conjunt de procediments fets per a satisfer una necessitat d'informació que implica una recerca. La cerca es pot fer en diverses fonts d'informació, com són les bases de dades. La cerca documental té una gran importància en l'àmbit de la recerca per a treballs de curs, tesis doctorals o altres.

## Elements de la cerca documental
Abans d'una investigació cal establir el punt de partida d'aquesta:
1. Definició dels objectius.
2. Concreció d'allò que se sap sobre el tema a investigar per determinar què cal esbrinar.
3. Destacar els punts d'interès del tema a investigar i determinar quins han de ser exclosos.
4. Senyalar les relacions amb el tema amb altres àmbits del coneixement que ajuden a diferenciar-lo per a evitar confusions.

Amb aquests passos establerts, s'inicia la cerca documental.
Els llocs on principalment es realitzen les cerques documentals són les biblioteques, centres de documentació i arxius. La cerca documental a les biblioteques sol consistir a cercar per Internet quins documents existeixen i després comprovar si estan a la biblioteca, consultant els catàlegs (que solen ser OPACs).
Els documents han de ser fiables, autèntics i accessibles perquè siguen útils.

## Cerca en bases de dades
L'esquema de cerca documental en les bases de dades segueix els passos següents: connectar-se al sistema informàtic, elegir la base de daes i introduir termes de cerca. Aquesta cerca es fa seguint un criteri: període, els idiomes, els tipus de documents i els formats. S'apliquen operadors booleans per a ampliar o limitar la cerca (AND, OR i NOT) amb la possibilitat d'altres operadors, com el que limita dins d'un camp. També es poden emprar truncaments per a recuperar variacions dels termes. Poden existir delimitadors per a valors reduïts (com els nombres).